# 新萨瓢蜡蝉属
新萨瓢蜡蝉属（学名：Neosarima）是瓢蜡蝉科下的一个属。

## 下属物种
本属包括以下物种：
- 枯新萨瓢蜡蝉 Neosarima curiosa Yang, 1994
- 黑新萨瓢蜡蝉 Neosarima nigra Yang, 1994